# Муштаиди
Парк «Муштаиди» (груз. მუშტაიდის ბაღი) — городской парк Тбилиси, в конце проспекта Давида Агмашенебели, ограничен улицами Левая набережная, Цабадзе, Маяковского, Вахушти Багратиони.

## История
По легенде в первой половине XIX века сад на этом месте разбил выходец из Персии Ага-Мирфетах Муштаид в память о своей безвременно умершей супруге-грузинке. Эти земли, площадью около 50 десятин, были получены им в дар от российского правительства за услуги во время русско-персидской войны 1826—1828 годов.
В 1853 году сад был выкуплен городскими властями и превращён в городской парк, по имени прежнего хозяина он стал называться Муштаиди. Парк служил местом приёма высокопоставленных гостей.
В 1887 году в парке была организована станция кавказского шелкопряда под руководством Николая Николаевича Шаврова (1858−1915). Здание станции построено по проекту архитектора Александра Шимкевича.
На рубеже XIX—XX веков парк считался лучшим в городе
В советское время парк носил имя Серго Орджоникидзе. В 1935 года здесь была построена первая в СССР детская железная дорога (1200 метров, три станции).

## Достопримечательности
Аллея местных реликтовых деревьев.